# Tensore di Bach
In geometria differenziale e in relatività generale, il tensore di Bach è un tensore a traccia nulla di rango 2 che è conformemente invariante in dimensione n = 4. Prima del 1968, era l'unico tensore conformemente invariante conosciuto che fosse algebricamente indipendente dal tensore di Weyl. Nella notazione degli indici astratti il tensore di Bach è dato da
{\displaystyle B_{ab}=P_{cd}{{{W_{a}}^{c}}_{b}}^{d}+\nabla ^{c}\nabla _{c}P_{ab}-\nabla ^{c}\nabla _{a}P_{bc}}
Dove {\displaystyle W} è il tensore di Weyl, e {\displaystyle P} il tensore di Schouten espresso in termini del tensore di Ricci {\displaystyle R_{ab}} e curvatura scalare {\displaystyle R} nel modo seguente
{\displaystyle P_{ab}={\frac {1}{n-2}}\left(R_{ab}-{\frac {R}{2(n-1)}}g_{ab}\right).}